# 헤라르도 오르테가
헤라르도 오르테가 데 프란시스코(스페인어: Gerardo Ortega de Francisco, 1947년 10월 13일, 카스티야 이 레온 주 모론 데 알마산 ~)는 스페인의 전직 축구 선수이다. 그는 1968년 하계 올림픽에 스페인 선수단 일원으로 참가했다.

## 수상
레알 마드리드
- 라 리가: 1968-69